# بشت تنغ كورك (مقاطعة غيلانغرب)
بشت‌تنغ كورك (بالفارسية: پشت‌تنگ کورک) هي قرية تقع في منطقة مركزية ريفية في إيران.